# 185364 Sunweihsin
185364 Sunweihsin este un asteroid din centura principală de asteroizi.

## Descriere
185364 Sunweihsin este un asteroid din centura principală de asteroizi. A fost descoperit pe 12 noiembrie 2006 la Observatorul Lulin de Hong Qin Lin și Ye Quan-Zhi. Asteroidul prezintă o orbită caracterizată de o semiaxă mare de 2,42 ua, o excentricitate de 0,15 și o înclinație de 4,9° în raport cu ecliptica.